# Samischer Krieg

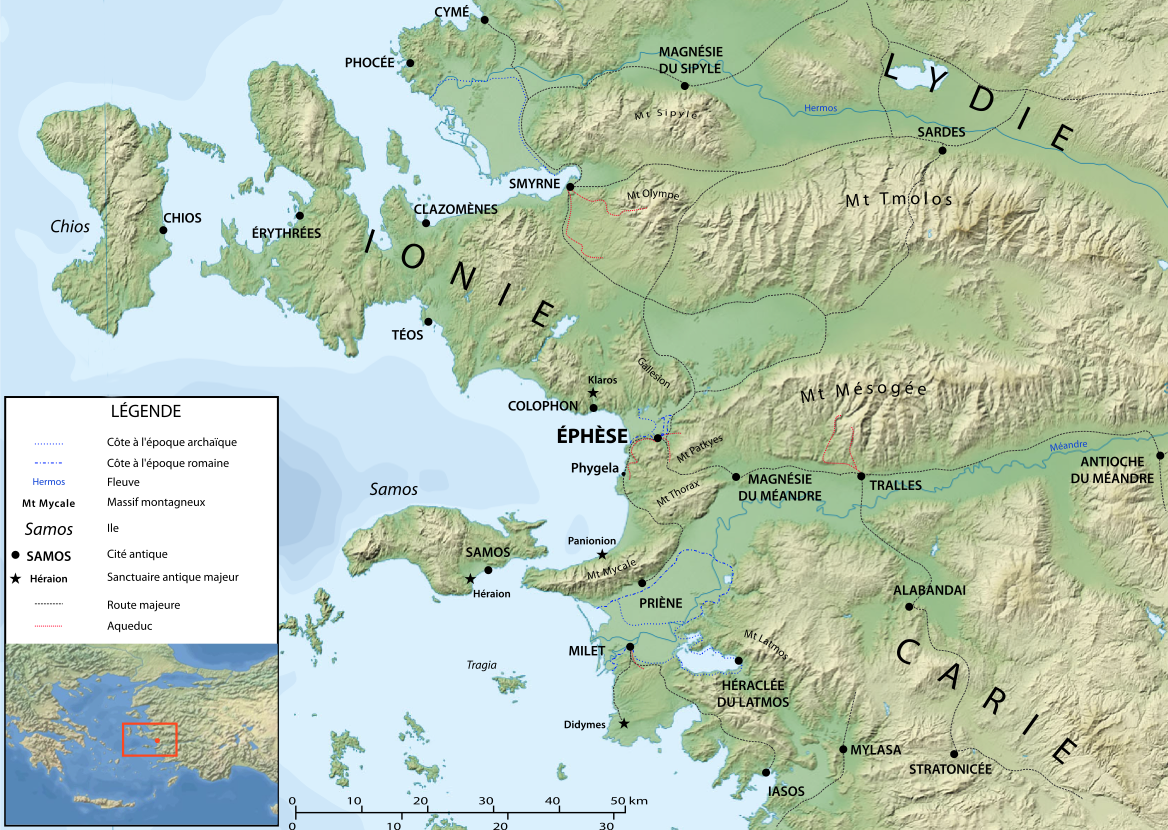
Südlich von Ephesos: Samos, Priene, Milet

Der Samische Krieg wurde 441–439 v. Chr., am Ende der Pentekontaetie, zwischen Athen und Samos geführt und fand somit einige Jahre vor Beginn des Peloponnesischen Kriegs im Jahr 431 v. Chr. statt. Er ist ein Musterbeispiel für die gewaltsame Durchsetzung der Hegemonialstellung Athens innerhalb des Attischen Seebunds, aber auch für den Widerstand und den Freiheitsdrang der attischen Bundesgenossen. 

## Historische Bedeutung
Der Samische Krieg zeigt mit aller Deutlichkeit den historischen Prozess, in dessen Verlauf die ehemaligen Mitkämpfer (Symmachoi, ξύμμαχοι) in den Perserkriegen immer mehr zu Untertanen (Hypekooi, ὑπήκοοι) Athens wurden. Athen schränkte die Autonomie der Bundesgenossen ein, besonders wenn die Poleis zu mächtig wurden. Die Unzufriedenheit der Bundesgenossen und Spartas Opposition führten zum Peloponnesischen Krieg, der mit einem ähnlichen Konflikt wie in Samos, nämlich mit Korinth um die Inseln Kerkyra und Epidamnos anfing. Musterhaft wirft mit diesem Krieg die große Auseinandersetzung zwischen Athen und Sparta im Peloponnesischen Krieg ihren Schatten voraus, mit dessen Ende Athen seine Hegemonialstellung verlor.

## Hintergründe
Im Attischen Seebund lehnten sich die kleinen Poleis bereitwillig an Athen an und leisteten Tributzahlungen, um keine eigene Flotte unterhalten zu müssen. Anders war es bei den großen Poleis, die eigene Kriegsschiffe unterhielten und für den Seebund statt Tributzahlungen eigene Kontingente stellten. Sie besaßen selbst abhängige Gebiete und Poleis und führten mit ihren Nachbarn um diese eigenständige Kriege, in die sich Athen nur einmischte, wenn es von einem der Kontrahenten zu Hilfe gerufen wurde. Das bekannteste Beispiel dafür ist der Streit zwischen Samos und Milet um Priene. Samos bewahrte nach der Unterwerfung von Thasos und Aigina unter allen Bundesinseln seine Selbständigkeit. Es war einst die führende Seemacht im ägäischen Archipelagos gewesen, seine Bewohner hatten unter allen Ioniern zur Befreiung der Inseln und Küsten von der persischen Besatzung am meisten geleistet und waren deshalb auch von Athen mit größter Rücksicht behandelt worden. Samos war daher nicht bereit, sich von Athen bevormunden zu lassen, weder durch Schiedssprüche noch durch Eingriffe in die eigene oligarchische Verfassung.

## Konflikt zwischen Samos und Milet (442 v. Chr.)
In Samos regierte eine durch Hopliten gebildete kleine Führungsschicht als Oligarchie, die die demokratische Bewegung unterdrückte und eigene Herrschaftspläne verfolgte. Diese Pläne verwickelten Samos 442 v. Chr. in einen Krieg mit Milet. Es ging um den Besitz von Priene. Dieses lag zwischen dem milesischen Gebiet und dem festländischen Besitz der Samier, ihrer Insel gegenüber. Die Milesier konnten Priene nicht halten. Sie wandten sich an Athen, wo sie von den demokratischen Oppositionsvertretern aus Samos unterstützt wurden. Dies war für Athen die Gelegenheit, zu Gunsten der Demokraten in Samos einzugreifen. Die athenische Volksversammlung forderte von den am Konflikt beteiligten Parteien, insbesondere dem siegreichen Samos, die Angelegenheit vor einem athenischen Schiedsgericht verhandeln zu lassen. Als die samischen Oligarchen dies ablehnten, fuhr im Sommer 441 v. Chr. Perikles unverzüglich mit 40 Schiffen nach Samos, errichtete dort ohne großen Widerstand eine demokratische Verfassung und zwang die Oligarchen zum Stillhalten, indem er aus ihrer Mitte 50 Männer und 50 Kinder als Geiseln auf das von athenischen Siedlern bewohnte Lemnos brachte.

## Der Aufstand gegen Athen (441/40 v. Chr.)
Die oligarchische Partei gab nicht auf. Ihre aus Samos geflüchteten Anführer bekamen Unterstützung von Pissouthnes, dem Satrapen in Sardes, traten mit Byzanz in Verbindung, das den Seebund verlassen hatte. Sie befreiten ihre Geiseln, überwältigten die attische Besatzung ihrer Insel und erklärten dann offen ihren Abfall von Athen. Dies war der Anfang zu einem weiteren Bundesgenossenkrieg.
Für Athen spitzte sich die Lage immer mehr zu. Die allgemeine Unlust der Bündner, Kriegssteuern zu zahlen, war während der Friedensjahre gewachsen, die Perser mischten sich in Konflikte ein, die phönikische Flotte des persischen Großkönigs stand zum Einsatz bereit, Sparta wurde zur Unterstützung aufgefordert und die Oligarchen, unter ihnen Melissos, ein Philosoph aus der Schule des Parmenides, der die Flotte kommandierte, nahmen nach Wiederherstellung ihrer Herrschaft den Krieg auf dem Festlande unverzüglich wieder auf, um auch hier eine feste Stellung zu gewinnen.
Athen geriet in Zugzwang und hatte Angst, sein Ansehen zu verlieren. Daher erschien Perikles noch vor Frühlingsbeginn 441 v. Chr. mit 60 Schiffen vor Samos, schickte 16 Schiffe teils in Richtung Karien, um die Bewegungen der phönizischen Flotte zu beobachten, die im Frühjahr auslaufen sollte, teils nach Chios und Lesbos, um Unterstützung zu holen. Ein weiterer athenischer Flottenbefehlshaber war dabei Sophokles, der im Jahre zuvor mit der Antigone in Athen den ersten Preis erlangt hatte. Perikles besiegte mit den übrigen Schiffen die 70 Schiffe der Samier, die vom Festland herankamen, und schloss dann, durch weitere Truppen verstärkt, die Stadt Samos auf der Land- und Seeseite ein. Als die Annäherung der Phönizier gemeldet wurde, eilte Perikles mit allen entbehrlichen Schiffen diesen entgegen und die Belagerten nutzten die Gelegenheit die geschwächte Blockade zu durchbrechen. Unter der Führung des Melissos beherrschten die Melesier 14 Tage lang das Meer und versorgten sich mit Waffen und Lebensmitteln.

## Niederwerfung des Aufstands (440/39)
Als Perikles zurückkehrte, schlug er die Flotte des Melissos und erneuerte die Blockade. Im Juli kamen neue Feldherrn, darunter Thukydides (nicht der Historiker, auch nicht der Sohn des Melesias), Hagnon und Phormion, mit 90 Trieren zu Hilfe. Das Feldherrnamt des Perikles war inzwischen verlängert worden. Unterstützt durch neue Belagerungsmaschinen erreichte er, dass sich nach neun Monaten Belagerung die Samier ergaben. Ihre Trieren wurden ausgeliefert, ihre Mauern zerstört, sie mussten Geiseln stellen, die Kriegskosten Athens tragen, die Verfassung nach dem Willen der Athener ändern und auf jede Selbständigkeit verzichten. Allerdings waren die samischen Festlandbesitzungen hiervon ausgenommen und neben den Pflichten der Samier gab es auch solche der Athener: In Zukunft stets Gutes zum Wohle der Samier zu beschließen und sich für diese einzusetzen.

## Folgen
Dieser Krieg hatte weitreichende Folgen. Der einzige Staat, der im Bündnis Athen gefährlich werden konnte, war vollständig bezwungen und Perikles’ Ansehen durch den kurzen und erfolgreichen Feldzug gefestigt worden. Perikles schien unentbehrlich zu werden. Byzanz, das abgefallen war, gab nach der Niederlage von Samos auf und kehrte in den Bund zurück. Lesbos und Chios blieben die einzigen selbständigen Staaten unter den Bundesgenossen Athens, alle übrigen (ca. 400 Poleis) waren jetzt den Athenern hörig. Ein durch den Samischen Krieg triumphierendes Athen war schneller zu größeren Auseinandersetzungen bereit, die mit dem Peloponnesischen Krieg das Ende der Vormachtstellung Athens brachten.